# Elkan Baggott
Elkan Baggott, né le 23 octobre 2002 à Bangkok en Thaïlande, est un footballeur international indonésien. Il joue au poste de défenseur.

## Biographie

### En club
Il joue son premier match avec Ipswich Town le 6 octobre 2020, contre Gillingham FC, lors de l'EFL Trophy. 
Le 22 mars 2021, il est prêté à King's Lynn Town qui joue en cinquième division jusqu'à la fin de la saison. Il fait ses débuts le lendemain, soit le 23 mars contre Altrincham FC (défaite 3-0). 
Le 19 janvier 2023, il est prêté à Cheltenham Town.

### En sélection
Il joue son premier match en équipe d'Indonésie le 16 novembre 2021, lors d'une rencontre amicale contre l'Afghanistan. Le 19 décembre 2021, il marque son premier but en sélection contre la Malaisie, lors du championnat d'Asie du Sud-Est. Baggott joue cinq matchs lors de ce tournoi organisé à Singapour, qui voit l'Indonésie s'incliner en finale face à la Thaïlande.

## Palmarès
Indonésie
- Championnat d'Asie du Sud-Est :
  - Finaliste : 2021.